# Roberto de la Rosa
Roberto Carlos de la Rosa González (ur. 4 stycznia 2000 w Texcoco) – meksykański piłkarz występujący na pozycji napastnika, reprezentant Meksyku, od 2024 roku zawodnik Monterrey.